# End of an Era

End of an Era-DVD Cover

End of an Era este un DVD și un dublu CD al formației finlandeze symphonic metal Nightwish. 
Este înregistrarea ultimului concert de pe Hartwall Arena în Helsinki, Finlanda pe 21 octombrie 2004, din turneul mondial pentru albumul Once. Formația a fost însoțită de muzicianul din Lakota John Two-Hawks, care a interpretat "Stone People" de pe albumul său "Honor" ca introducere la "Creek Mary's Blood", în care figurează vocea și flautul lui. End of An Era este ultima producție Nightwish în care figurează Tarja Turunen la voce. Ea și restul formației s-au despărțit după concert.
DVD-ul conține 55 de minute din documentarul "A Day Before Tomorrow", care conține imagini despre aproximativ 50 de zile înainte de concert. 
DVD-ul a fost realizat pe 1 iunie 2006 în Finlanda și pe 2 iunie 2006 în Germania. După doar o zi, DVD-ul a câștigat aurul în Finlanda.

## Lista pieselor
Cu excepția unelor piese, muzica și versurile sunt semnate de Tuomas Holopainen.
1. Intro: Red Warrior, muzica deHans Zimmer
2. Dark Chest of Wonders
3. Planet Hell
4. Ever Dream
5. The Kinslayer
6. The Phantom of The Opera, muzica și versurile de Andrew Lloyd Webber/T. Rice
7. The Siren, muzica de Tuomas Holopainen și Emppu Vuorinen, versurile de Tuomas Holopainen
8. Sleeping Sun
9. High Hopes, muzica de David Gilmour, versurile de David Gilmour și Polly Anne Samson
10. Bless the Child
11. Wishmaster
12. Slaying the Dreamer, muzica de Tuomas Holopainen și Emppu Vuorinen, versurile de Tuomas Holopainen
13. Kuolema Tekee Taiteilijan
14. Nemo
15. Ghost Love Score
16. Stone People, muzica și versurile de John Two-Hawks, interpretată cu John Two-Hawks
17. Creek Mary's Blood (împreună cu John Two-Hawks)
18. Over the Hills and Far Away, muzica și versurile de Gary Moore
19. Wish I Had an Angel
20. Outro: All of Them, muzica de Hans Zimmer

### Extra
- Documentar: A Day Before Tomorrow
- Galerie foto